# Bahnhof Kraków Główny

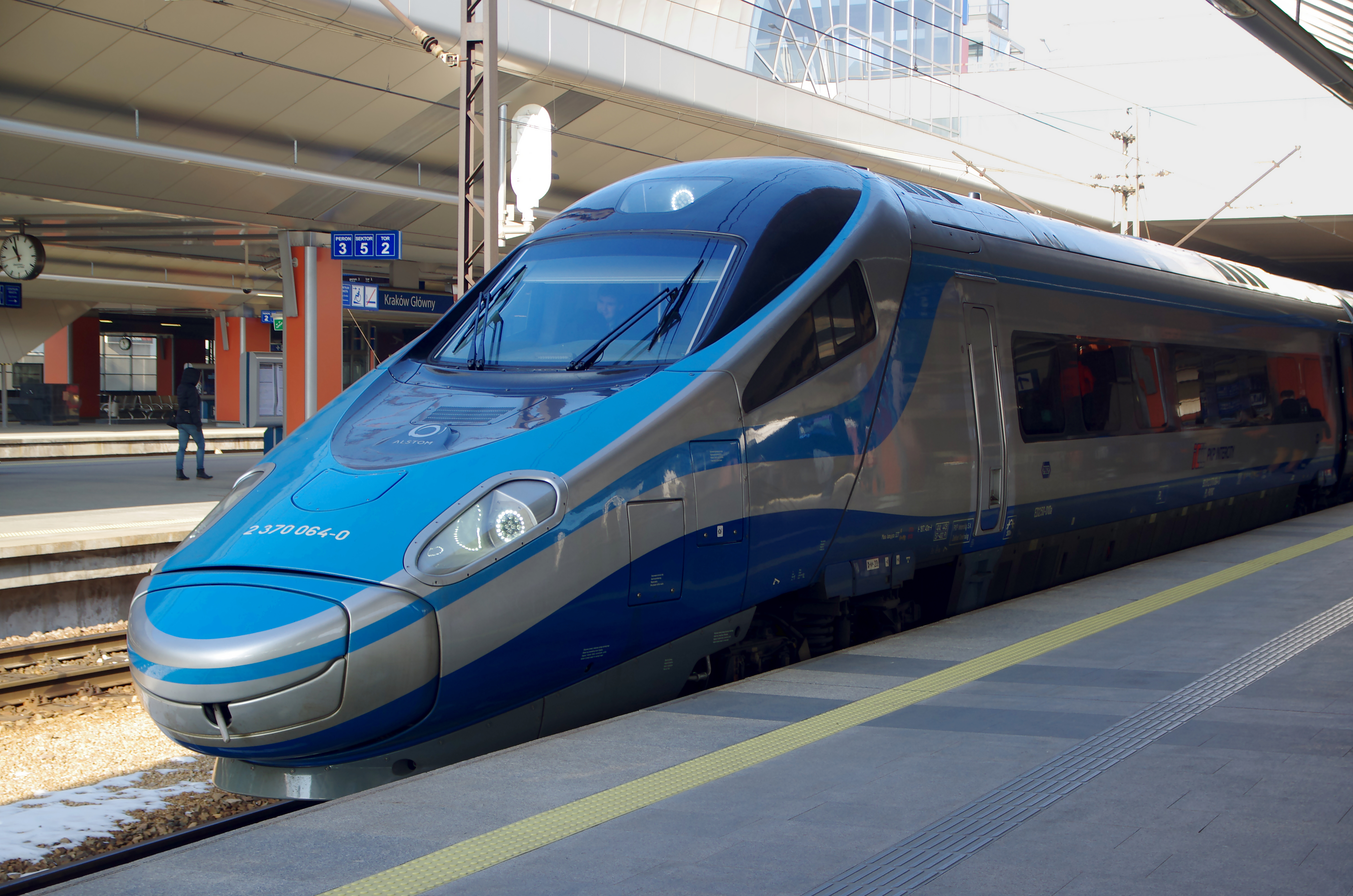
Pendolino-Zug ED250 der Bahngesellschaft PKP Intercity im Bahnhofsgleis

Kraków Główny (auch: Krakau Hauptbahnhof) ist der zentrale Hauptbahnhof der polnischen Stadt Krakau. Der Bahnhof ist ein wichtiger Knotenbahnhof für Verbindungen innerhalb Polens und ins Ausland. Es bestehen internationale Verbindungen in Richtung Berlin, Budapest, Hamburg, Lemberg, Odessa, Prag und Wien. Innerhalb Polens ist nahezu jede größere Stadt ohne Umsteigen erreichbar – sowohl über Tag als auch teilweise über Nacht in Schlaf- und Liegewagen. Der Bahnhof wurde 1847 eröffnet und mehrmals erweitert und modernisiert. Seit Februar 2014 befindet sich das Bahnhofsgebäude mit Fahrkartenschaltern etc. unter den Gleisen.

## Lage
Der Bahnhof befindet sich am Rande der Krakauer Innenstadt, zwischen den Stadtteilen Kleparz im Westen und Wesoła im Südosten, nur wenige 100 Meter nordöstlich vom Stadtzentrum entfernt.

## Geschichte
Der Krakauer Bahnhof entstand 1847 als Endpunkt der Krakau-Oberschlesischen Eisenbahn, die Krakau mit dem 67 km entfernten Grenzort Myslowitz verband. Myslowitz gehörte damals zu Preußen und lag unmittelbar an der Ostgrenze Schlesiens. Innerhalb Preußens eröffnete fast gleichzeitig die Oberschlesische Eisenbahn ihre 196 km lange Strecke von Myslowitz nach Breslau, von wo schon seit 1846 Züge nach Berlin verkehrten. Bereits 1848 gelangte man mit der Eisenbahn von Myslowitz nach Wien sowie nach Warschau, so dass diese kurze „Zubringerstrecke“ für Krakau den Anschluss in Richtung Nord, West und Süd bedeutete.
Der Bahnhof wurde nach der Eröffnung lange Zeit wie im Deutschen Bahnhof genannt. Im Polnischen wurden die Namen „dwór“, „dwór kolejowy“ und „przystań“ vorgeschlagen, endgültig etablierte sich aber der heutige Name dworzec.
Die gesamte Strecke von Krakau bis zur preußischen Grenze bei Myslowitz lag damals in der k.u.k. Monarchie Österreich-Ungarn. Eine direkte Anbindung von Krakau nach Norden in Richtung Warschau erfolgte erst 1885, denn Warschau gehörte seit der Auflösung Kongresspolens 1867 zu Russland. Seit der Wiedererstehung des polnischen Staates 1918 gehören Warschau und Krakau wieder zu Polen und damit auch der Krakauer Hauptbahnhof.
In neuester Zeit entstand unter den Gleisen des Krakauer Hauptbahnhofs ein unterirdisches Bahnhofsgebäude, das am 14. Februar 2014 offiziell eröffnet wurde. Dadurch wurde das historische oberirdische Bahnhofsgebäude obsolet und anderen Nutzungen zugeführt. Bei dem neuen Bahnhof handelt es sich um das erste polnische Bahnhofsgebäude, das komplett unter die Erde verlegt wurde, inklusiver aller technischen Einrichtungen (anders als Warszawa Centralna oder dem 2016 eingeweihten tiefergelegten Bahnhof Łódź Fabryczna, wo zwar alle Gleise unterirdisch verlaufen, Teile des Bahnhofsgebäudes sich jedoch oberirdisch befinden). Beim Bau wurden Bahnsteige und Fahrkartenverkaufsstellen modernen Standards angepasst. So sind alle Bahnsteige per Rolltreppe und Fahrstuhl erreichbar. Der Bau des neuen Bahnhofs kostete insgesamt 130 Mio. Złoty, 70 % der Kosten wurden aus dem EU-Haushalt finanziert.
Der Bau dieses neuen unterirdischen Bahnhofs war seit 40 Jahren in Planung und wurde immer wieder verlegt. Ursprünglich war geplant, den Bahnhof bis zur Fußball-Europameisterschaft 2012 fertigzustellen, doch der Bau verzögerte sich.

## Anlage und Bahnhofsumfeld
Das Bahnhofsgelände bedeckt eine Fläche von insgesamt 10.000 m². Da weite Teile des historischen Bahnhofsgebäudes spätestens seit Inbetriebnahme des unterirdischen Bahnhofsgebäudes ungenutzt waren, sollen sich dort zunehmend Gastronomiebetriebe und Geschäfte des Einzelhandels ansiedeln. Von den PKP wird hingegen die Einrichtung eines Kinos in dem alten Gebäude favorisiert. Auf dem Bahnhofsvorplatz befindet sich die ebenfalls neu errichtete Galeria Krakowska, ein beliebtes Einkaufszentrum, welches nicht nur von der Krakauer Bevölkerung, sondern auch von vielen wartenden Fahrgästen genutzt wird. In der Galeria Krakowska befinden sich über 50 Geschäfte, darunter Filialen von H&M, Deichmann, Saturn und Douglas. Die Galeria Krakowska wird als „Nowe Miasto“ („Neue Stadt“) bezeichnet. Zudem handelt es sich um das größte jemals errichtete Einkaufszentrum des Gewerbeimmobilienunternehmens ECE. Der neue unterirdische Bahnhof befindet sich im Untergeschoss des Einkaufszentrums und ist barrierefrei mit diesem verbunden.
Das alte Empfangsgebäude wird als Geschichtsmuseum genutzt. Zuvor wurde die Verwendung als Modernes Kunstmuseum in Betracht gezogen; das Kunstmuseum zog jedoch stattdessen in die Hallen der Fabrik von Oskar Schindler. Das Empfangsgebäude steht unter Denkmalschutz.
Der oberirdische Bahnhofsteil mit fünf Bahnsteigen und insgesamt zwölf Gleisen (davon zwei als reine Durchfahr- und Rangiergleise ohne Bahnsteig) ist als Reiterbahnhof konzipiert, über den Bahnsteigen befindet sich ein ausgedehntes Parkdeck für Kraftfahrzeuge. Unmittelbar östlich an den Bahnhof schließt sich der zentrale Busbahnhof an, bei dem die Busse ebenfalls unter den Räumlichkeiten für Ticketkauf, Information und Warten abfahren. Unter dem Hauptbahnhof befindet sich die vergleichsweise kleine Station einer Express-Straßenbahnlinie (Stadtbahn Krakau), die auf einem Teilstück im Tunnel verläuft.
Einige Hundert Meter nordwestlich des Hauptpersonenbahnhofs (Dworzec Główny Osobowy), an der Bahnstrecke nach Dąbrowa Górnicza Ząbkowice, liegt der Hauptgüterbahnhof (Dworzec Główny Towarowy).

## Verkehrsanbindung
Der Bahnhof ist durch viele Straßenbahn- und Buslinien der MPK Kraków (Krakauer Verkehrsbetriebe) erreichbar. Seit 2014 fährt im Tunnel unter dem Bahnhof eine Express-Straßenbahnlinie zur besseren Anbindung. In unmittelbarer Nähe befindet sich der zentrale Omnibusbahnhof. Am Busbahnhof, der neben 32 Abfahrtsbahnsteigen über ein großes Wartegebäude verfügt, starten nationale und internationale Fernbusse.
Vom Bahnhof verkehren Züge zum ca. 11 km entfernten Flughafen Krakau in Balice. Die Fahrtzeit beträgt ca. 18 Minuten. Der Flughafenbahnhof Kraków Airport wurde 2006 eröffnet und zunächst mit Dieseltriebwagen von PKP Przewozy Regionalne bedient. Seit 2015 erfolgt die Bedienung durch Elektrotriebzüge der Koleje Małopolskie. Die Strecke vom Flughafen zum Hauptbahnhof wurde weiter nach Wieliczka verlängert. 
Die großen Metropolen im Ausland können größtenteils innerhalb von maximal 13 Stunden erreicht werden, meist via Direktverbindungen oder Verbindungen mit wenigen Umstiegen. Lediglich Fahrgäste aus der Schweiz müssen teilweise mehrfach umsteigen. Direktverbindungen bestehen vor allem nach Warschau, Wien, Prag und Bukarest. Hier ist der EuroCity jeweils sieben bis neun Stunden unterwegs. Nach Berlin verkehren zwei direkte Zugverbindungen täglich. Neben einem ÖBB Nightjet fährt seit Dezember 2020 nach acht Jahren Pause tagsüber auch wieder der EC „Wawel“. Nach erheblichen Modernisierungen der befahrenen Strecken benötigt dieser für die Fahrt in die deutsche Hauptstadt etwa sieben Stunden.

## Panorama

Panorama des Bahnhofsvorplatzes mit dem denkmalgeschützten ehemaligen Bahnhofsgebäude von 1847, links die Galeria Krakowska